# Stanisław Daniłowicz (zm. 1577)
Stanisław Daniłowicz herbu Sas (zm. w 1577 roku) – chorąży lwowski w latach 1572-1577.
Sędzia sądów generalnych województwa ruskiego w 1575 roku..